# 福見友子
福見 友子（ふくみ ともこ、1985年6月26日 - ）は、茨城県土浦市出身の日本の元柔道家（女子六段）、柔道指導者。現在はJR東日本女子柔道部コーチを務めている。現役時の階級は48キロ級。得意技は背負投、小内刈、寝技。組み手は左組み。段位は六段。血液型はB型。土浦市立大岩田小学校、土浦市立土浦第六中学校、[武秀館小坂道場]土浦日本大学高等学校、筑波大学卒業。筑波大学大学院修了。JR東日本社員。

## 経歴
2歳の時に父と死別し、8歳の時に柔道を始めた。福見の性格を「自分に厳しいが他人に優しく、人見知りが強い」と母は分析している。

### 2002年
4月、高校2年で出場した全日本選抜柔道体重別選手権大会48kg級の一回戦で、当時65連勝中、対日本人12年間無敗で怪我のため9ヶ月のブランク明けだった田村亮子と対戦し、大内刈りで効果を奪って勝利した。しかしその後、高校生にも敗れるなど一回戦負けが続き『自分の柔道を完全に見失った』と柔道ノートに記している。福見は後に『自分の実力を超えるような周囲からの期待や評価による重圧に悩んでしまった。』と語っている。

### 2007年
4月、2008年北京オリンピックを翌年に控え迎えた全日本選抜柔道体重別選手権大会48kg級の決勝で出産のため2年ぶりの復帰となった谷と再び対戦し、出足払いで有効を奪って勝利、初優勝を果たした。しかし、実績を重視した全日本柔道連盟の意向でこの年の世界柔道選手権大会代表には選ばれなかった。翌年のオリンピックまでに世界的な実績を積むための唯一の大会への出場が叶わず北京オリンピック出場も絶望視されることとなり、この選考は大きな物議を醸すこととなった。

### 2008年
2月、フランス国際において右足を骨折。完治半ばで臨んだ北京オリンピック最終選考会を兼ねた全日本選抜体重別選手権大会では痛み止めを打って試合に臨むも一回戦で敗退、北京オリンピックへの道が絶たれた。9月、復帰戦となった東アジア選手権大会で優勝。12月、嘉納治五郎杯東京国際柔道大会で優勝を果たした。

### ロンドンオリンピックへの道
北京オリンピック以降、国際柔道連盟による大改革がおこなわれる中、2012年のロンドンオリンピック出場を目指し山岸絵美、浅見八瑠奈と三つ巴の代表争いを繰り広げることとなる。

### 2009年
4月、全日本選抜柔道体重別選手権大会48kg級では決勝で山岸を下し優勝、再び48kg日本一の栄冠に輝くとともに全日本女子ナショナルチームに選出、同年オランダロッテルダムで開催される世界柔道選手権大会代表に選出された。9月、世界柔道選手権大会（オランダ・ロッテルダム）では準決勝で北京五輪で谷を破った金メダリストのアリナ・ドゥミトルに小外刈りで一本勝ちし、決勝でも技ありで優勢勝ちして初出場初優勝を果たした。

### 2010年
4月、全日本選抜柔道体重別選手権大会48kg級では決勝で浅見を下し初の連覇を達成した。9月、東京で開催された世界柔道選手権大会では決勝で浅見に敗れ準優勝に終わる。11月、中国・広州で行われたアジア大会決勝では地元中国の呉樹根に不可解な判定で敗れて銀メダルに終わった（詳細は2010年アジア競技大会#問題に）。12月のグランドスラム・東京では優勝して、この大会3連覇を達成した。

### 2011年
4月、全日本選抜柔道体重別選手権大会では準決勝で山岸に判定で敗れるも、国際大会の実績から世界選手権代表に選出された。5月にはグランドスラム・モスクワで優勝した。
8月の世界選手権では準決勝まで順当に勝ちあがるも、決勝では浅見に大内刈で有効を取られて敗れ、2年連続で2位に終わった。
11月は講道館杯に出場するが、準々決勝で東海大学の浅香夕海に横四方固で一本負けを喫して、敗者復活戦はケガのため棄権した。
12月のグランドスラム・東京決勝では浅見から先に指導1を取るが、中盤に小外刈で一本負けを喫して今大会4連覇逃すとともに翌年のロンドンオリンピック代表争いにおいては土俵際においこまれた。

### 2012年
1月、正念場とされたワールドマスターズでは決勝で浅見を相手に先に攻め込んで指導2を取り優勢勝ちを果たし今大会初優勝を飾った。
2月、怪我のため浅見が欠場したグランドスラム・パリでは決勝でメネゼスから指導2を取って優勝を果たした。
5月、ロンドンオリンピック最終選考会を兼ねた全日本選抜柔道体重別選手権大会では、準決勝で山岸に一本勝ちすると、決勝では藤枝順心高校の岡本理帆を3-0の判定で破り4度目の優勝を果たした。この階級のオリンピック代表争いでリードしていると見られていた浅見が岡本に初戦で敗れたこともあり、逆転でロンドンオリンピック代表に選出された。
2008年の北京オリンピック以降は国際大会に20回出場して、そのうち外国選手には1度しか負けておらず、福見も「必ず金メダルを取る」、「誰と当たっても勝てる練習はしてきている。ベストの状態で臨みたいですし、ベストではなくても勝つという準備はしてきている」と語ると、女子代表の園田隆二監督も「普通にやるだけでいい。それで勝つ」と話すなど、圧倒的な金メダル候補として7月のロンドンオリンピックに臨むことになった。初戦ではスペインのオイアナ・ブランコに腰絞、2回戦でイギリスのケリー・エドワーズを縦四方固、準々決勝ではアルゼンチンのパウラ・パレトをGSにおいて指導2で破った。しかし、準決勝では過去5戦全勝のドゥミトルに不用意に大外刈をかけるが返されて技ありを取られて敗れると、3位決定戦でも過去3戦全勝しているハンガリーのチェルノビツキ・エーヴァを相手に、GSに入ってから小外刈で敗れて5位に終わり金メダルはおろかメダルさえ獲得することができずに終わった。試合後に福見は「金メダルを取りたかったので、相手も見えていましたし、いつも通り、やるべきことをやろうと考えていたんですが、一本を取る柔道ができなかったです。（初めての五輪は）一生、悔いの残る試合でした」と語った。筑波大学で福見の指導をしていた山口香は｢この日の福見は今までに見たことがないくらいに硬かった。とにかくスピードがない。技や動きに切れもなかった。本当に強い選手なら、面と向かったときに、相手を威圧することができる。この日の福見にはそのオーラがなかった。｣と指摘した
。一方、この階級でオリンピック5大会連続メダルを獲得した谷は福見について「（五輪最終選考会だった）5月の選抜体重別で力を出し切ってしまい、五輪に照準を合わせられなかったのでは」と述べるとともに、「私は（世界選手権決勝で2年連続福見を破って優勝した）浅見選手が頭一つ抜きん出ていると思っていた。 （浅見が出場していたら）きっちり照準を合わせていたかもしれない」との認識を示した。加えて、「もし自分が出ていたら、研さんを積んで最大限の努力をしてメダルを獲りに行っていたでしょうね」とも語った。

### 2013年
3月、女子柔道強化選手への暴力問題を受けて、全柔連から新コーチ就任を要請されたが指導経験の少なさに加えてまだ現役であることを理由に辞退した。
4月15日、所属する了徳寺大学で現役引退を発表した。全日本のコーチ要請がある前に招請されていたロシア女子ナショナルチームの特別コーチには就任することになった。また、年内には1つ年上の男性と結婚することになった。
8月には選手の意見を組織運営に反映させる目的で全柔連が新設した、アスリート委員会の委員に選出された。

### 2014年
7月から1年ほど、指導者理論の向上や語学習得を目的にイギリスへ留学することになった。現地ではラフバラ大学を拠点に柔道の指導にもあたるという。

### 2015年
10月、JR東日本女子柔道部コーチに就任した。

### 2016年
10月には全日本女子代表チームのコーチに就任した。

## 人物
- 谷亮子から、公式戦で2度勝利した唯一の選手である。
- 2012年12月にはテレビアニメ「宇宙兄弟」で溝口の同級生役で声優デビューした[26]。
- 2013年5月にフジテレビが放映した選抜体重別では解説を務めた[27]。

## 世界ランキング
- 世界ランキングの年度別変遷

|      | 2009年 | 2010年 | 2011年 | 2012年 | 2013年 |
| ---- | ------ | ------ | ------ | ------ | ------ |
| 順位 | 1      | 1      | 2      | 3      | 32     |

(出典、JudoInside.com)。

## 戦績
- 2000年 - 全国中学校柔道大会 優勝
- 2001年 - ジュニア体重別 優勝
- 2002年 - 全国高等学校柔道選手権大会 優勝
- 2003年 - オーストリア国際 優勝
- 2003年 - 全国高等学校柔道選手権大会 優勝
- 2003年 - バルセロナオープン 優勝
- 2003年 - インターハイ 団体（先鋒・4勝2分） 優勝
- 2004年 - ジュニア体重別 優勝
- 2004年 - 世界ジュニア 優勝
- 2004年 - 福岡国際 優勝
- 2005年 - 学生体重別 優勝
- 2005年 - アジア柔道選手権大会 優勝
- 2006年 - 東アジア柔道選手権大会 優勝
- 2006年 - 学生体重別 優勝
- 2006年 - 福岡国際 優勝
- 2007年 - 体重別 優勝
- 2007年 - ユニバーシアード 優勝
- 2007年 - 世界団体 3位
- 2008年 - 東アジア柔道選手権大会 優勝
- 2008年 - 世界団体 優勝
- 2008年 - 嘉納杯 優勝
- 2009年 - IJFグランプリシリーズ グランドスラム・パリ 3位
- 2009年 - IJFグランプリシリーズ グランプリ・ハンブルク 優勝
- 2009年 - 体重別 優勝
- 2009年 - IJFグランプリシリーズ グランドスラム・モスクワ 優勝
- 2009年 - 世界柔道選手権大会 ロッテルダム 優勝
- 2009年 - IJFグランプリシリーズ グランドスラム・東京 優勝
- 2010年 - ワールドマスターズ 3位
- 2010年 - IJFグランプリシリーズ グランドスラム・パリ 3位
- 2010年 - IJFグランプリシリーズ グランプリ・デュッセルドルフ 優勝
- 2010年 - 体重別 優勝
- 2010年 - IJFグランプリシリーズ グランドスラム・リオデジャネイロ 優勝
- 2010年 - 世界柔道選手権大会 2位
- 2010年 - アジア大会 2位
- 2010年 - IJFグランプリシリーズ グランドスラム・東京 優勝
- 2011年 - IJFグランプリシリーズ グランプリ・デュッセルドルフ 優勝
- 2011年 - 体重別 3位
- 2011年 - IJFグランプリシリーズ グランドスラム・モスクワ 優勝
- 2011年 - 世界柔道選手権大会 2位
- 2011年 - グランドスラム・東京 2位
- 2012年 - ワールドマスターズ 優勝
- 2012年 - グランドスラム・パリ 優勝
- 2012年 - 体重別 優勝
- 2012年 - ロンドンオリンピック 5位

(出典、JudoInside.com)。

## 有力選手との対戦成績
| 国籍               | 選手名                       | 内容   |
| ------------------ | ---------------------------- | ------ |
| 日本の旗           | 谷亮子                       | 2勝3敗 |
| 日本の旗           | 浅見八瑠奈                   | 4勝4敗 |
| ルーマニアの旗     | アリナ・ドゥミトル           | 5勝1敗 |
| ブラジルの旗       | サラ・メネゼス               | 4勝0敗 |
| ハンガリーの旗     | チェルノビツキ・エーヴァ     | 3勝1敗 |
| ベルギーの旗       | シャルリーヌ・ファンスニック | 2勝0敗 |
| アルゼンチンの旗   | パウラ・パレト               | 3勝0敗 |
| 中華人民共和国の旗 | 呉樹根                       | 3勝1敗 |

（参考資料：ベースボールマガジン社発行の近代柔道バックナンバー、JudoInside.comなど）。

## IJFグランプリシリーズにおける獲得賞金一覧
| グランドスラム・パリ2009             | 2009年2月7日   | 3位  | 1,500ドル  |
| グランプリ・ハンブルク               | 2009年2月21日  | 優勝 | 3,000ドル  |
| グランドスラム・モスクワ2009         | 2009年5月31日  | 優勝 | 5,000ドル  |
| グランドスラム・東京2009             | 2009年12月13日 | 優勝 | 5,000ドル  |
| ワールドマスターズ2010               | 2010年1月16日  | 3位  | 2,000ドル  |
| グランドスラム・パリ2010             | 2010年2月6日   | 3位  | 1,200ドル  |
| グランプリ・デュッセルドルフ         | 2010年2月21日  | 優勝 | 3,000ドル  |
| グランドスラム・リオデジャネイロ2010 | 2010年5月21日  | 優勝 | 5,000ドル  |
| 2010年世界柔道選手権大会             | 2010年9月12日  | 2位  | 4,000ドル  |
| グランドスラム・東京2010             | 2009年12月11日 | 優勝 | 5,000ドル  |
| グランプリ・デュッセルドルフ         | 2011年2月20日  | 優勝 | 3,000ドル  |
| グランドスラム・モスクワ2011         | 2011年5月29日  | 優勝 | 5,000ドル  |
| グランドスラム・東京2011             | 2011年12月9日  | 2位  | 3,000ドル  |
| ワールドマスターズ2012               | 2012年1月14日  | 優勝 | 6,000ドル  |
| グランドスラム・パリ2012             | 2012年2月4日   | 優勝 | 5,000ドル  |
| 総計                                 |                |      |            |
| 15大会                               | ー             | ー   | 56,700ドル |

- 日本選手の場合は、獲得賞金の半分は全柔連の取り分となっていたが、2013年3月からは競技者規定が改訂されて、賞金は全額選手が受け取れることになった[28]。なお、2010年のグランドスラム・パリの場合は、獲得賞金の20%がコーチの取り分となったので、3位の賞金は1,500ドルではなく1,200ドルとなった[29]。2011年の世界選手権ではメダリストに賞金ではなく贈り物が与えられた[30]。